# スレイマン・チェレビー
スレイマン・チェレビー（suleiman çelebi、1377年 - 1411年2月17日）は、バヤズィト1世の息子。オスマン帝国の空位時代にバルカン半島に根を張った。

## 生涯

### 空位時代
スレイマンは1377年にバヤズィト1世の息子として生まれた。彼は十字軍相手にニコポリスの戦い、そしてティムール相手のアンカラの戦いに従軍した。しかし、アンカラの戦いでオスマン側が敗北すると、大宰相のチャンダルル・アリ・パシャらと共に戦線を離脱してバルカン半島へと逃亡した。
1403年、ビザンツ帝国とガリポリ条約を締結した。内容は、ビザンツ側にマルマラ海沿岸地域を割譲すること、その見返りにビザンツ側はスレイマンを支援すること、などだった。その後スレイマンはエディルネでスルタンであると宣言した。しかし、帝国のアナトリア側では弟のイーサーとメフメトらが勢力を確立していた(イーサーはまもなくメフメトに敗れて領土を失っている)。メフメトの台頭を恐れたスレイマンはイーサーを擁立してアナトリア方面を攻撃し、ブルサを占領した。そのまま勢いに乗ってアンカラへと進軍するがそれ以上は進めず、ブルサへ戻った。しかし、これはメフメトに対してすきを与えることとなった。メフメトはもう1人の兄弟のムーサー・チェレビーをバルカン半島へと送り込んだ。ムーサーはワラキアを通じてバルカンへ侵攻、ビザンツ帝国の支援を受けたスレイマンとメフメト、セルビア、ワラキアらの支援を受けたムーサーらの戦争となった。当初、ムーサーが有利に戦いを進めており、一時は首都のエディルネを失った。ただし、スレイマンはセルビアに対して寝返り工作をさており、この工作は成功し、コスミディオンの戦いでムーサーらに対して勝利し、エディルネを奪還することに成功した。
しかし、この戦いの後のスレイマンは酒を溺れてしまい、政治にも無関心になった。これにより多くの者がスレイマンに失望し、1411年にムーサーが再びエディルネへ侵攻してきた時はだれもがスレイマンに見切りをつけた。スレイマンはビザンツ帝国へと逃亡しようとしたが、その途中で殺害された。

## 家族
息子
- オルハン
- メフメト

娘
- メレキ・ハトゥン